# Giro di Campania 1932
Il Giro di Campania 1932, nona edizione della corsa, si svolse il 17 aprile 1932 su un percorso di 259,1 km con partenza e arrivo a Napoli. Fu vinto dall'italiano Learco Guerra, che completò il percorso in 9h25'20" precedendo i connazionali Alfredo Binda e Michele Mara. Completarono la prova 29 dei 43 ciclisti al via.
Riservato a professionisti e indipendenti, fu valido come prima delle cinque prove del Campionato italiano 1932.

## Percorso
Organizzata dal quotidiano napoletano Mezzogiorno Sportivo, la corsa si svolse di nuovo in linea (l'anno prima era stata a tappe) sulla distanza di 259,1 km, lungo un anello che da Napoli, sede di partenza e arrivo, portò il gruppo ad affrontare diverse salite dell'Appennino campano tra provincia di Salerno, di Avellino e di Benevento. Dopo il via si transitò nell'ordine da Somma Vesuviana, Torre Annunziata (km 33,2), Nocera Inferiore, Salerno (km 67,2), Mercato San Severino, salita del Monte Esca a Monteforte Irpino (645 m s.l.m.), Avellino (km 113,7), Pratola Serra con la salita al passo Serra (616 m s.l.m.), San Giorgio del Sannio e Benevento (km 154,2). Da qui, via Torrecuso e Foglianise, si affrontò la terza asperità di giornata, quella del Monte Taburno (590 m s.l.m.), con seguente discesa verso Montesarchio, Arienzo, Maddaloni e Caserta (km 231,1); seguirono circa 28 km di pianura, via Caivano e Casoria, fino al traguardo di Napoli.

## Squadre e corridori partecipanti
Parteciparono alla prova tutte le squadre d'industria attive nella stagione 1932 – Maino, Legnano, Bianchi, Olympia, Ganna, Dei, Ideor e Gloria – oltre a numerosi ciclisti indipendenti. Learco Guerra (Maino), Alfredo Binda (Legnano) e Michele Mara (Bianchi) erano indicati come i principali favoriti per la vittoria.

## Ordine d'arrivo (Top 10)
| Pos. | Corridore            | Squadra              | Tempo    |
| ---- | -------------------- | -------------------- | -------- |
| 1    | Learco Guerra        | Maino                | 9h25'20" |
| 2    | Alfredo Binda        | Legnano              | s.t.     |
| 3    | Michele Mara         | Bianchi              | s.t.     |
| 4    | Raffaele Di Paco     | Wolsit               | s.t.     |
| 5    | Remo Bertoni         | Legnano              | s.t.     |
| 6    | Aldo Canazza         | Wolsit               | s.t.     |
| 7    | 15 ciclisti ex aequo | 15 ciclisti ex aequo | s.t.     |